# Tranby
Tranby er en by i Norge i kommunen Lier. Den er beliggende i den sydlige del af landet, og har 5.323(2019) indbyggere.